# Eleccions al Parlament Europeu de 2019 (Malta)
Les Eleccions al Parlament Europeu de 2019 es van celebrar a Malta el 25 de maig de 2019. En aquestes el Partit Laborista va augmentar l'avantatge al Nacionalista en un escó, obtenint quatre eurodiputats pels dos dels nacionalistes.

## Resultats
| Llista | Llista                                 | Grup  | Vots    |       | Escons |
| ------ | -------------------------------------- | ----- | ------- | ----- | ------ |
|        | Partit Laborista (PLM)                 | S&D   | 141.267 | 54,29 | 4 / 6  |
|        | Partit Nacionalista (PNM)              | PPE   | 98.611  | 37,90 | 2 / 6  |
|        | Imperium Europa (IE)                   | -     | 8.238   | 3,17  | -      |
|        | Partit Democràtic (PDM)                | -     | 5.276   | 2,03  | -      |
|        | Alternativa Democràtica (AD)           | -     | 1.866   | 0,72  | -      |
|        | Aliança pel Canvi (AB)                 | -     | 1.186   | 0,46  | -      |
|        | Moviment dels Patriotes de Malta (MPM) | -     | 771     | 0,30  | -      |
|        | Cervell, no ego                        | -     | 323     | 0,12  | -      |
|        | Independents                           | -     | 2.674   | 1,03  | -      |
| Total  | Total                                  | Total | 260.212 |       | 6      |